# Life on the Murder Scene
Life on the Murder Scene é um álbum ao vivo/compilação da banda americana de rock My Chemical Romance. Foi lançado em 21 de março de 2006. O lançamento inclui três discos (dois DVDs e um CD) que documentam toda a história da banda desde o início até o presente. Life on the Murder Scene é predominantemente um álbum ao vivo, mas também inclui duas faixas demo e uma faixa inédita. O casal na foto da capa são retratados pelos modelos Jamisin Matthews e Jaime Andrews, no livreto, na embalagem, na arte do DVD e nos menus do DVD. A demo de "Bury Me in Black" foi previamente lançada como faixa bônus no lançamento japonês de Three Cheers for Sweet Revenge.
Um dos DVDs documenta a banda na estrada na forma de um diário, enquanto o outro abrange imagens ao vivo, apresentações Sessions@AOL, performance no MTV $2 Bill e quatro de seus vídeos com os bastidores do "Making Of..." para três deles. A capa apresenta uma versão ao vivo de "Demolition Lovers II" (o nome da capa do álbum Three Cheers for Sweet Revenge).
O álbum teve um sucesso razoável na Austrália, alcançando o segundo lugar no ARIA Top 40 DVD Chart, e também nos Estados Unidos, atingindo o 30º lugar na Billboard 200 e o primeiro lugar no Heetseekers.

## Certificações
Life on the Murder Scene foi certificado como 2× platina pela RIAA, indicando o envio de mais de 200.000 unidades, uma vez que é considerado um vídeo de formato longo.

## Trabalho de arte
| Críticas profissionais | Críticas profissionais |
| Avaliações da crítica  | Avaliações da crítica  |
| Fonte                  | Avaliação              |
| ---------------------- | ---------------------- |
| Allmusic               | 3 de 5 estrelas.       |
| Rolling Stone          | 3 de 5 estrelas.       |
| Kerrang!               | 4 de 5 estrelas.       |

A arte apresenta uma recriação em live-action da capa do álbum Three Cheers for Sweet Revenge.

## Lista de faixas
| Ao vivo da MTV2 2$ Bill |                           |         |  |
| N.º                     | Título                    | Duração |  |
| 1.                      | "Thank You for the Venom" | 3:49    |  |
| 2.                      | "Cemetery Drive"          | 3:16    |  |
| 3.                      | "Give 'Em Hell, Kid"      | 2:20    |  |

| Ao vivo em Starland Ballroom |                       |         |  |
| N.º                          | Título                | Duração |  |
| 4.                           | "Headfirst for Halos" | 2:42    |  |

| Ao vivo da Sessions@AOL |                                                   |         |  |
| N.º                     | Título                                            | Duração |  |
| 5.                      | "Helena"                                          | 3:37    |  |
| 6.                      | "You Know What They Do to Guys Like Us In Prison" | 3:11    |  |
| 7.                      | "The Ghost of You"                                | 3:26    |  |
| 8.                      | "I'm Not Okay (I Promise)"                        | 3:08    |  |

| Demos não-lançadas |                                                         |         |  |
| N.º                | Título                                                  | Duração |  |
| 9.                 | "I Never Told You What I Do for a Living" (versão demo) | 3:43    |  |
| 10.                | "Bury Me in Black" (demo)                               | 2:37    |  |
| 11.                | "Desert Song"                                           | 3:50    |  |
| Duração total:     | Duração total:                                          | 35:45   |  |

| Video Diary |                                         |         |  |
| N.º         | Título                                  | Duração |  |
| 1.          | "Introduction"                          |         |  |
| 2.          | "Band Members"                          |         |  |
| 3.          | "Jersey"                                |         |  |
| 4.          | "The Early Years"                       |         |  |
| 5.          | "Influences"                            |         |  |
| 6.          | "The Dawn of MCR"                       |         |  |
| 7.          | "Early Collaborations"                  |         |  |
| 8.          | "Skylines and Turnstiles"               |         |  |
| 9.          | "My Chemical Romance"                   |         |  |
| 10.         | "Frank"                                 |         |  |
| 11.         | "The First My Chem Show"                |         |  |
| 12.         | "Brian"                                 |         |  |
| 13.         | "Bullets"                               |         |  |
| 14.         | "Taking on the World"                   |         |  |
| 15.         | "The Next Level"                        |         |  |
| 16.         | "Signing to a Major Label"              |         |  |
| 17.         | "Revenge"                               |         |  |
| 18.         | "Howard Benson"                         |         |  |
| 19.         | "Warped Tour"                           |         |  |
| 20.         | "The Record Release"                    |         |  |
| 21.         | "The Next Big Thing"                    |         |  |
| 22.         | "From Sky High to Rock Bottom"          |         |  |
| 23.         | "Becoming a New Band"                   |         |  |
| 24.         | "Bob"                                   |         |  |
| 25.         | "The "I'm Not Okay (I Promise)" (vídeo) |         |  |
| 26.         | "Candyland"                             |         |  |
| 27.         | "The My Chemical Romance Explosion"     |         |  |
| 28.         | "The Nintendo Fusion Tour"              |         |  |
| 29.         | "Helena" (vídeo)                        |         |  |
| 30.         | "Fashion"                               |         |  |
| 31.         | "Life on Tour"                          |         |  |
| 32.         | "Comics and Artwork"                    |         |  |
| 33.         | "Rock Superheroes"                      |         |  |
| 34.         | "A Taste of Chaos"                      |         |  |
| 35.         | "Anti-rock and Roll"                    |         |  |
| 36.         | "Become More Theatrical"                |         |  |
| 37.         | "The Ghost of You" (vídeo)              |         |  |
| 38.         | "The Future"                            |         |  |

| Apresentações ao vivo |                                                         |         |  |
| N.º                   | Título                                                  | Duração |  |
| 1.                    | "I'm Not Okay (I Promise)"                              |         |  |
| 2.                    | "Cemetery Drive"                                        |         |  |
| 3.                    | "Our Lady of Sorrows"                                   |         |  |
| 4.                    | "Honey, This Mirror Isn't Big Enough for the Two of Us" |         |  |
| 5.                    | "You Know What They Do to Guys Like Us in Prison"       |         |  |
| 6.                    | "Headfirst for Halos"                                   |         |  |
| 7.                    | "The Ghost of You"                                      |         |  |
| 8.                    | "Thank You for the Venom"                               |         |  |
| 9.                    | "Give 'Em Hell, Kid"                                    |         |  |
| 10.                   | "Vampires Will Never Hurt You"                          |         |  |
| 11.                   | "Helena"                                                |         |  |

| Aparições na TV |                                                               |         |  |
| N.º             | Título                                                        | Duração |  |
| 12.             | "I'm Not Okay (I Promise)" (do Late Night with Conan O'Brien) |         |  |
| 13.             | "I'm Not Okay (I Promise)" (Ao vivo do Discover and Download) |         |  |

| Online Performances |                                                                             |         |  |
| N.º                 | Título                                                                      | Duração |  |
| 14.                 | "Helena" (ao vivo da Sessions@AOL)                                          |         |  |
| 15.                 | "I'm Not Okay (I Promise)" (ao vivo da Sessions@AOL)                        |         |  |
| 16.                 | "The Ghost of You" (ao vivo da Sessions@AOL)                                |         |  |
| 17.                 | "You Know What They Do to Guys Like Us in Prison" (ao vivo da Sessions@AOL) |         |  |
| 18.                 | "I'm Not Okay (I Promise)" (live at launch)                                 |         |  |
| 19.                 | "Helena" (live at launch)                                                   |         |  |

| Vídeos |                                           |         |  |
| N.º    | Título                                    | Duração |  |
| 20.    | "I'm Not Okay (I Promise)" (versão 1)     |         |  |
| 21.    | "I'm Not Okay (I Promise)" (versão 2)     |         |  |
| 22.    | "The Making of "I'm Not Okay (I Promise)" |         |  |
| 23.    | "Helena"                                  |         |  |
| 24.    | "The Making of "Helena"                   |         |  |
| 25.    | "The Ghost of You"                        |         |  |
| 26.    | "The Making of "The Ghost of You"         |         |  |

## Créditos
My Chemical Romance
- Bob Bryar — bateria (apresentações ao vivo e vídeos musicais)
- Frank Iero — guitarra base, vocais de apoio
- Matt Pelissier — bateria (faixas de estúdio)
- Ray Toro — guitarra solo, vocais de apoio
- Mikey Way — baixo
- Gerard Way — vocal principal

Créditos do DVD
- Pós-produção do DVD: David May, Raena Winscott, Traci Samxzyk
- DVD masterizado por Outpost Sound
- Animação do menu do DVD projetada por Magnetic Dreams
- Autoria do DVD por Mighty Forces Productions
- Diretores: Brad Nolan e Greg Kaplan
- Produtores executivos: Craig Aaronson, Brian Schechter e Brad Nolan
- Filmagens de câmera e entrevistas: Brad Nolan
- Gestão: Brian Schechter/Riot Squad
- Diretor/Editor do documentário: Greg Kaplan
- Assessoria jurídica: Stacy Fass
- Agente: Matt Galle/Ellis Industries (EUA), Geoff Meall/The Agency Group (Reino Unido e Europa)
- A&R (Artists and Repertoire): Craig Aaronson
- Direção de arte e fotografia por P.R. Brown no Bau-Da Design Lab
- Design por Trevor Niemann no Bau-Da Design Lab

## Paradas
| Paradas (2006)               | Melhor posições |
| ---------------------------- | --------------- |
| Irish Albums (IRMA)          | 40              |
| Japanese Albums (Oricon)     | 255             |
| Scottish Albums (OCC)        | 50              |
| UK Albums (OCC)              | 53              |
| UK Rock & Metal Albums (OCC) | 1               |
| US Billboard 200             | 30              |

## Certificações
| Região | Certificação | Unidades certificadas/vendas |
| --- | ------------ | ---------------------------- |
| Reino Unido (BPI)                                                                                                   | Ouro         | 100,000‡                     |
| Estados Unidos (RIAA)                                                                                               | 2× Platina   | 200,000^                     |
| ^ Números de envio baseados apenas na certificação. ‡Números de vendas e streaming baseados apenas na certificação. |              |                              |